# Pablo Martín Caballero
Pablo Martín Caballero (Morales de Toro, província de Zamora, 27 de gener de 1936) és un advocat i polític espanyol, governador civil durant la transició espanyola.
Es llicencià en dret per la Universitat de Salamanca i és diplomat en comerç exterior a l'Escola d'Administració d'Empreses de Barcelona. Ingressà al Cos de Lletrats Sindicals i fou Delegat Provincial de Sindicats a Bilbao, Múrcia i Còrdova. L'agost de 1976 fou nomenat governador civil de Castelló. Per les eleccions generals espanyoles de 1977 hi va promoure la Candidatura Independent de Centre (CIC), que va obtenir un escó per a José Miguel Ortí Bordás. L'agost de 1977 va deixar el càrrec quan fou nomenat governador civil de Badajoz, que va deixar el juny de 1979 quan fou nomenat Governador civil d'Oviedo. Va ocupar el càrrec fins a juliol de 1980, quan fou nomenat Cap del gabinet tècnic de la Comissió Nacional del Joc. Fou cessat d'aquest càrrec el gener de 1983.